# 梁陈方案
梁陈方案，即《关于中央人民政府行政中心区位置的建议》，是1950年2月由中国城市规划学者梁思成和陈占祥联名提出的北京城市规划方案。该方案反对苏联专家提出的改造北京旧城、在天安门一带建立行政中心的方案，提出保护旧城、在北京城西的三里河一带建立新的行政中心区。梁思成和陈占祥在方案提出后仍进行了多次修改，但也因此受到政治迫害，此后淡出北京城市规划工作。虽然方案在政治上并不受认可，但政府还是采纳了部分意见，在三里河一带建立了“四部一会”的政府办公区，同时方案的整体可行性仍存在争议。

## 背景

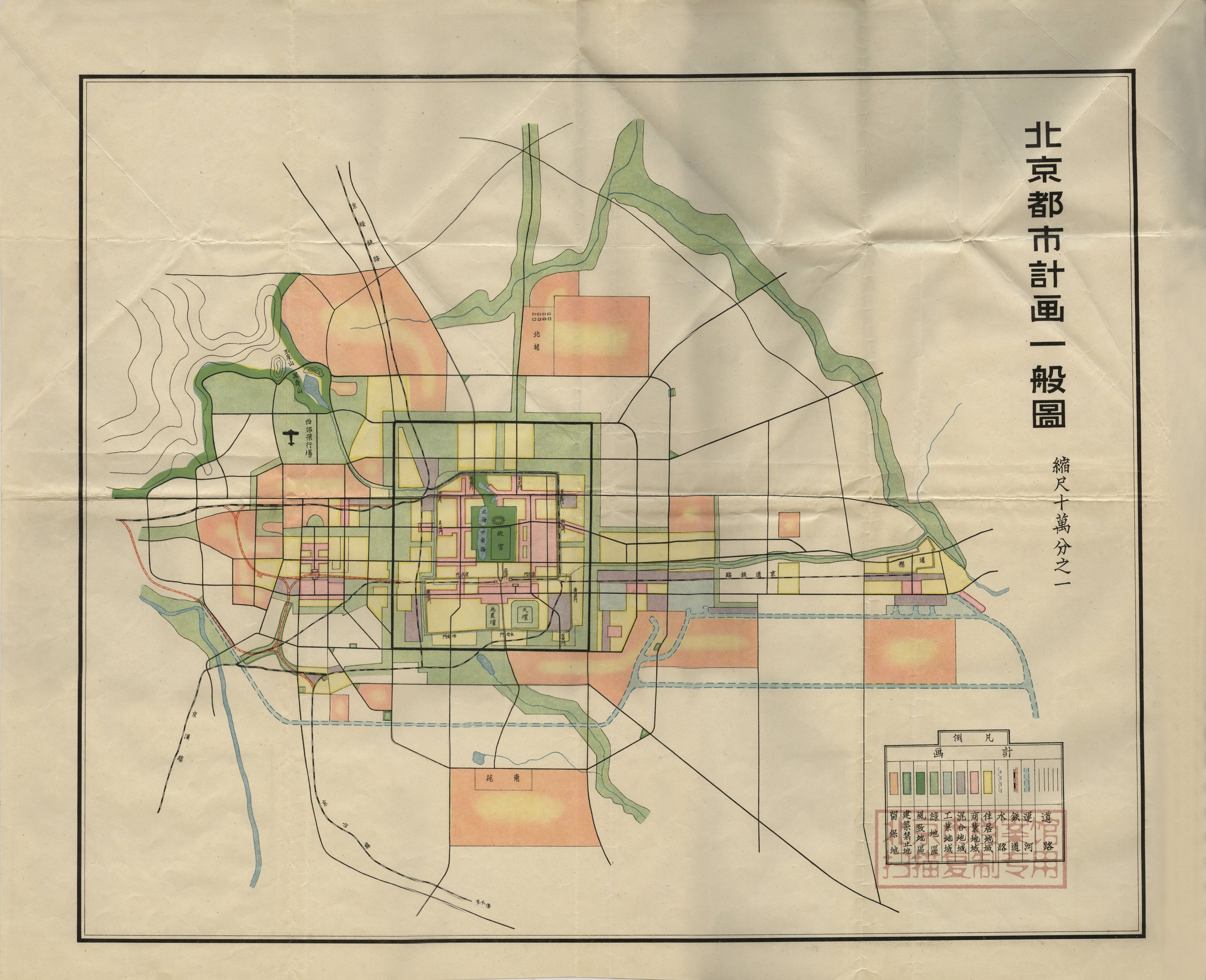
日本编制的北京都市计划

1937年七七事变后日本占领北京，并在北京扶持名为“中华民国临时政府”的傀儡政权，北京为该政权名义上的首都，在京日本侨民由占领前的4000多人增长到4.1万，北京人口由1936年的155万增长到1937年的173万:159-160。由于北京人口增长和日侨增多，日侨在城内生活不便，因此日本人占领北京后开始重新对北京进行规划，以满足日侨居留和长期经营:160-161。1937年12月26日，日本在北京的情报机构完成《北京都市计划大纲暂定案》编制，该案提出保存旧城、在东郊建立工业区、在北京西郊建立新城区的规划。根据规划，西郊新城区可容纳20万人的新城供日本军民专用，其中8万日本人安置在军用地附近，而12万中国人居住在接近老城的地带，但这一规划因“对北京的特殊性认识不足”没有得到上级接受。1938年1月佐藤俊久与山崎桂一提出《北京都市计划大纲》草案，并在当年11月12日由傀儡政府华北建设总署正式出台，该方案细化了此前的暂定案，增加了绿化并加强新旧城之间的联系，还改变了居民安置的构成和数量，由于北京旧城住房不足，为应对日侨人口增长新城人口增加到30万且避免中日居民混居。随着战争形势急转直下，日本自1942年开始缩编计划:162。该计划在1945年以前已经得到相当一部分实施，根据战后统计，日本在1945年已经已经完成新城区的581栋房屋及主要道路，但公共设施尚待完善，日本人也将新城区建设标榜为建设成就之一。
日本人对北京的规划是北京历史上第一个具有近现代意义的城市总体规划，虽然借鉴了田园城市、卫星城市、工业城市以及城市分区、保护城市自然生态等现代规划思想，但它完全放弃了对旧城的改造，极为注重租界性质的日本人聚居区，后来的北平工务局局长谭炳训评价其意图将“繁荣中心即将完全转移于日本人掌握之新街市，使北平旧城区沦为死市”:171-174+176。日本投降后，熊斌主政下的北平市府也有意继续推动继续实施日本人的规划，1946年8月市政府成立了北京新市区建设委员会，并征用日本专家折下吉延、今川正彦改订原有《北平都市计划》，但新计划受制于国共内战的局势一直没有公布:176。1947年5月29日，在时任北平市长何思源和工务局长谭炳训组织下，北平都市计划委员会成立，梁思成也参与了该委员会:63，委员会在日本方案基础上编写《北平都市计划资料（第一集）》，“北平市都市计划之研究”报告则提出了改善基础设施、修缮古迹发展旅游、发展文化教育区、建设近郊新城区为卫星城四项原则，不仅延续西郊新城区规划，还要将西郊建设为卫星城。随后，工务局提出的草案还提出保护旧城、以西郊为基础发展卫星城、设计环路及沟通郊区的线路、城墙上设立公园并建设运动场等公共设施、城外西南集中建立住宅区等计划，并且在交通方面提出新建城内干线、设计放射状路网、调整铁路客货运总站以预备建设平津间高速铁路、设计西郊新市区与城区之间的地下铁路、恢复运河航运功能、新增西郊机场等意见，并且全案采用了居住区、商业区、混合区、风景区、绿地区、美观区的分区规划。在国民政府在国共内战战场节节败退的大背景下，这些构想也始终难以得到实施。:191-192。

## 分歧产生
1949年1月31日北平宣布和平解放后，中共中央直属机关供给部在进驻北京后就委托梁思成组织清华大学师生设计中央领导人在西郊新城区的住宅规划。当年5月8日至6月13日，中共接管的北平市政府在召开都市计划座谈会，邀请华南圭、梁思成、刘致平、朱兆雪等专家与会，会议的主要议题有把北平转变为生产城市、建设西郊新市区、改善城门交通以及城区分区等：梁思成后来回忆自己当时不是很理解生产城市的意义，在会上指出北平不具备重工业条件；座谈会上讨论最多的还是建设西郊新城区的议题，华南圭、梁思成和曹言行都提出以现代规划学说改造西郊新城区，梁思成和曹言行二人也正对西郊成为政务区之后的规划提出设想，最后时任北平市长叶剑英和市政府秘书长薛子正也支持建设西郊新城区的想法；会上最后决定成立都市计划委员会。5月15日，在北海画舫召开筹备会议，5月22日北平都市计划委员会正式成立，梁思成任副主任，委员会委任建筑局测量西郊新城区，并授权梁思成带领的清华大学建筑系团队设计规划草案，直到8月份华南圭还在北平市各界代表会议上重申新城和旧城并立的主张:204-207。

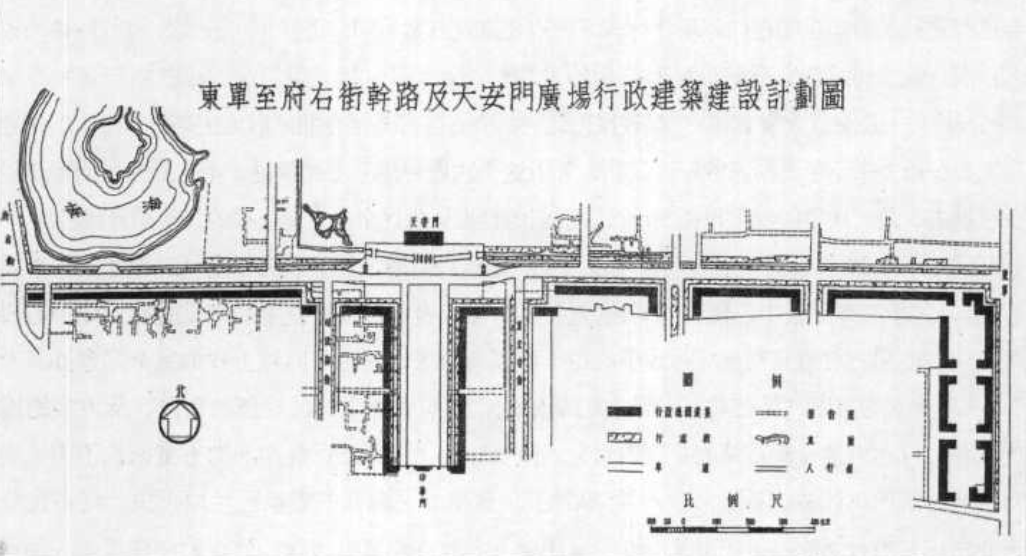
巴兰尼克夫设计的天安门地区，黑色代表其设计的临街政府工作大楼

1949年9月16日苏联专家抵达后，苏联专家的方案逐渐压过了原先的西郊设计方案:207。1949年秋，刘少奇秘密访问苏联，随后9月16日北京市政府邀请的以莫斯科市苏维埃副主席阿布拉莫夫为首的专家工作组来到北京，苏联专家巴兰尼克夫（М. Г. Бара́нников）在当月参照1933-1935年《莫斯科重建总体规划》作出《关于建设局、清管局、地政局业务及将来发展和对北京市都市计划编制建议》的报告，后续苏联专家团还提出《关于改善北京市市政的建议》:207。梁思成在9月19日致信时任市长聂荣臻，提出北京未来建设应该经由委员会的批准，恳请聂荣臻以市长兼委员会主委身份下令停止各家单位随意占地修建，必须先由委员会审批才能建设，特别强调城市建设应该“慎始”，希望政府能够帮助他招揽陈占祥等建筑方面的人才:207。巴兰尼克夫方案提出要以天安门广场为中心建设新的行政区域，在天安门广场南侧新建行政建筑，《关于改善北京市市政的建议》则详细论证了在旧城建造行政区域的经济成本，根据苏联在莫斯科改造的经验住房和行政建筑成本不超过现代城市成本的50%-60%，剩下来都是基础设施的费用，拆楼迁户的成本也不过25%-30%，如果在旧城修建成本估计在新城的75%-90%，因此旧城改造更为节约。苏联专家还认为北京的改造应该在否认“历史和建筑的价值”的前提下进行:82-85。聂荣臻十分看重巴兰尼克夫的方案，在11月14日召开了关于报告的访谈会，苏联专家的两份报告最后汇编成《对于北京市将来发展计划的问题》报送北京各机关以供参考。
在11月14日的会议上，梁思成和陈占祥都表示不支持苏联方案：根据陈占祥回忆他当时指出在旧城新建行政中心将会增加旧城负担，应该效仿大伦敦计划保存旧城、疏散人口，统筹城乡发展，而苏联专家仅仅回应城乡矛盾应该用社会主义建设来回答，属于将来的问题；梁思成则认为不能立刻决定中心区在新城区还是旧城区；苏联专家团团长阿布拉莫夫则坚决认为应该在旧城区建立行政中心，并称已获彭真转达的毛泽东指示，还指责如果另建新城就是不承认旧城130万人对政府的价值，北京基础设施完善必须加以利用。:84-8612月19日，卫生工程局局长曹言行、市建设局局长赵鹏飞联名提出《对于北京市将来发展计划的意见》，一转之前支持新城区建设的观点，称巴兰尼克夫方案引发广泛反响，当局完全同意苏联专家组关于在旧城区建设行政中心的建议。

## 规划提出
在与苏联专家会谈后，梁思成和陈占祥都感到有必要尽快拿出一个具体方案以回应苏联方案，由梁思成负责文案、陈占祥负责设计，1950年2月《关于中央人民政府行政中心区位置的建议》成稿，二人自费复印100份，报送中央及北京领导。:864月10日，梁思成再次致函周恩来总理，要求中央尽快决定行政中心区位置，并且附信十几张图作为面呈的材料。同月，梁思成向北京市政府提交了由其主笔的《都市计划委员会1950年度工作计划草案》，指出老北京城的历史与艺术价值，并建议针对北京城市的自然、人文、交通、工农业等进行详细的调查再进行规划，草案并没有直接反对苏联方案，而是提议先对苏联方案中行政中心所在的天安门一带进行系统性调查和规划设计。《计划草案》首先由彭真提出建议并转寄北京市委政治秘书张文松，张文松在市委会进行讨论后，向彭真汇报称《计划草案》和“梁陈方案”内容相若、不切实际，调查计划内容太多、涉及过广，单单都市计划委员难以承担，都市计划委员会只需要管一些技术工作，最后副市长张友渔批复梁思成，要求他尽量利用既有资料先做具体规划再做长期规划。
梁陈方案共计2.5万字，主要包括三个部分，分别为尽快确定行政中心的理由、在西郊建设行政中心的理由以及建设西郊的计划:95。据陈占祥回忆，在苏联专家到来前梁思成就有了一个初步设计方案，主要是以日本人建立的新市区为基础建立新的市区，从而起到保护旧城的效果，陈占祥建议梁思成在日本人新市区和旧城之间的复兴门外三里河建设新的行政中心，效仿北京三海和故宫在西郊组织钓鱼台、八一湖为核心的公园绿地、南面莲花池为中心的外围绿地以及中央行政区域，最终梁陈方案是以陈占祥方案为主导:214-215。
梁陈方案开宗明义，通过估算行政人口的规模推测行政区域所需基地规模庞大，而北京作为古都必须整体保护，因此提出了旧城改造和另立新城两种观点。第二个部分，梁陈方案从部署难度、建筑形式、可用土地、发展空间、居民安置、水电设施、区域协调、车流控制、环境宜居、保护文物等11个角度批驳苏联方案，指出庞大的行政区域难以插入拥挤的旧城，即使分片强行插入也会破坏北京的协调美，巴兰尼克夫设计的临街大楼人口密度过高，不仅和北京建筑的民族风格格格不入，而且还会造成交通拥堵，在西郊新市区和旧城之间建立新城区不仅可以回避旧城改造的缺陷，还能够利用旧城和新市区既有的基础设施、避免大规模拆迁劳民伤财，既能够降低市区人口密度、缩短通勤距离，又可以为北京添加新的南北中轴线。:211-212
梁陈方案在最后一部分提出分步发展西郊新城，从成本和街区布局上论证新城方案更加经济可行:212。梁思成原本就痛恨日本人留在北京的遗产，因此转而接受了陈占祥的建议，又有考虑到北京西郊在经历日伪政权、国民党政权征地和共产党土地改革后存在充足空地，同时梁陈方案或多或少受到了1928年南京国民政府首都计划——尤其是陈占祥与娄道信合作的1947年方案的影响:214-215。梁陈方案在中轴线设计上和1947年的南京方案类似，由北向南依次布置人民革命军事委员会、政务院以及一个人大和政协共用的会议场馆；在布局特色上则类似1929年设计的南京中央政治区采用的宫殿式格局，摒弃了西方的单体建筑和临街楼屋，以传统的街坊、院落为建筑的主要形式，各建筑有机结合为院落和街坊，各坊之间又可以进一步结合为更大的整体。:225-229

梁陈方案附图
行政区单位分布

梁思成、林徽因和陈占祥在方案提交时联名上书时任中央政府主席毛泽东，提交《对于巴兰尼克夫先生所建议的“北京市将来发展计划的几个问题”》的意见。在意见中，梁思成等人同意苏联专家提议北京建立工业的主张，并且在疏解城市人口方面有一定共识，但梁思成等主张修建新城疏解，而苏联专家主张将市区人口疏散到市域，两方均同意城市分区规划的原则；梁思成批评苏联人没有将郊区现有人口统计在内、错误估计工业人口规模及工业用地、反对苏联专家主张的表面形式的中国传统建筑风格；但梁思成等批评的要点在分区问题，苏联方案没有独立的行政区域，而是将15万行政人员分散放置在市区中，长安街两侧都布满政府机构，势必造成主干道拥堵，而且还将这些人员住宅安置在西郊等新城，造成通勤距离过长。

## 方案结局

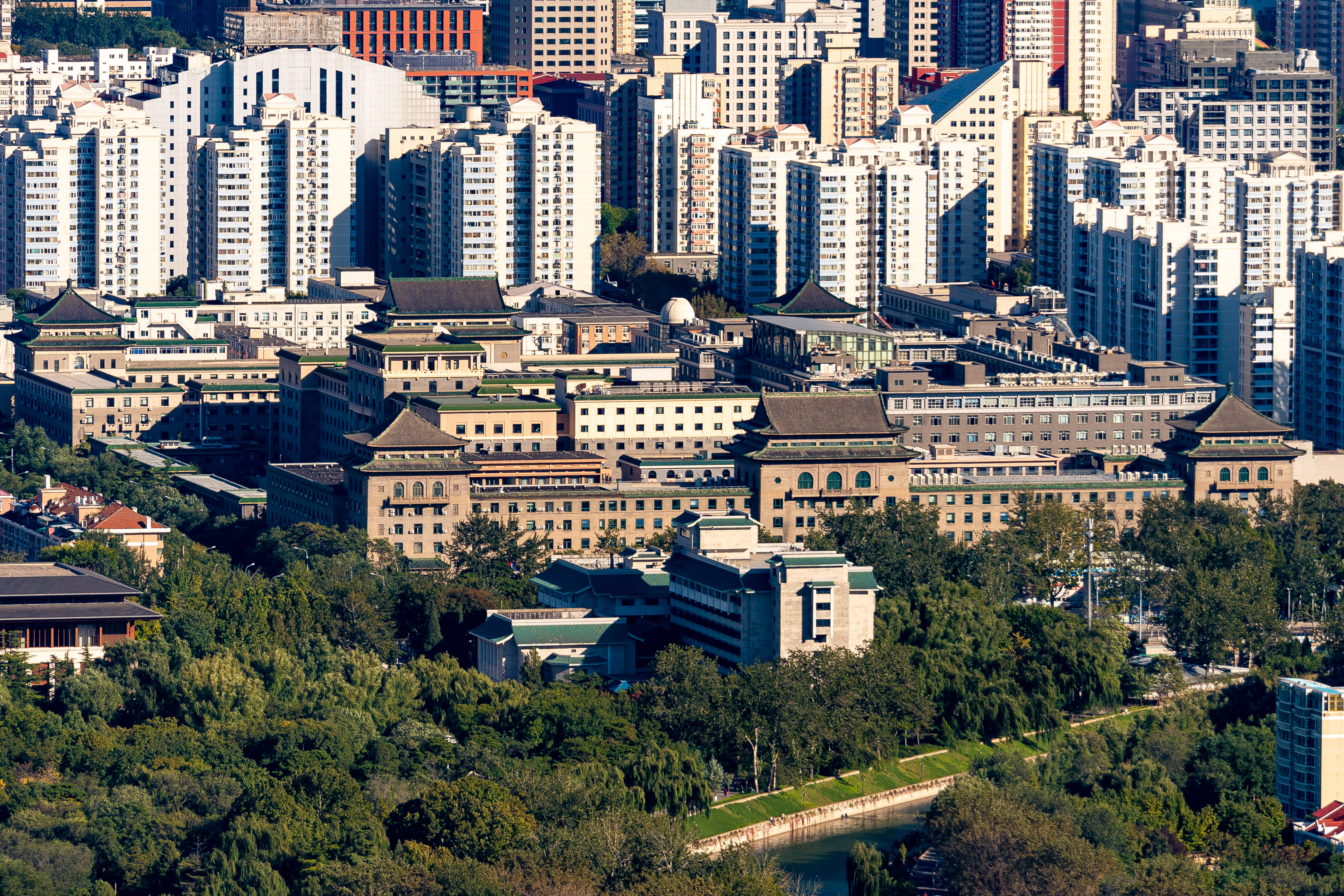
“四部一会”建筑群最初是梁陈方案的一部分，部分建筑具有装饰性的特色“大屋顶”，梁思成曾在1944年《中国建筑史》讥讽“穿西装戴瓜皮帽”，结果在1955年批判“大屋顶”中被指责为首倡者

梁陈方案提交之后，并未得到政府的回应，于是梁陈二人在1950年4月10日再度上书周恩来请求批示，结果仅仅10天后北京建设局的朱兆雪、赵冬日就提交了《对首都建设计划的意见》，与梁陈方案针锋相对，再度提出将行政中心建设在旧城区:382-383。梁陈二人并没有回应竞争对手，不久后一些人开始指责两人对抗苏联专家，违背“一边倒”方针，“企图否定”天安门作为全国人民向往的政治中心:98-100。直到10月27日，梁思成还在上书彭真、聂荣臻、张友渔、吴皓、薛子正请求回应，但随着同月中国参加朝鲜战争，梁思成的问题显然不在最高层的关注事项中，据时任彭真秘书马句回忆当时的领导人其实早有想法，聂荣臻在苏联方案刚刚出来就送报毛泽东，毛泽东当即拍板以苏联方案为设计指导，确定以旧城为行政中心:101:232。
1950年同时朱德提议改日本人的西郊新市区为“军委城”，军队自行规划设计，至年底军队全部进驻，这一地区最终全部变成封闭的军委大院，原先的西郊新市区方案也不再合适，梁思成也开始寻求备用方案:232。陈占祥还回忆，梁思成和他在梁陈方案未获采纳后继续设计了一套补充方案，该方案以天安门为中心布置行政区，以城内“三海”（北海和中南海）为中心，南边串联北京中轴线，并且对团城进行了详细设计，然而这一计划因政治形势并未公布:263-264。梁思成领导的都市计划委员会在1950年末提出了新的妥协方案，这份方案虽然将行政区域放在天安门，但仍保留了梁陈方案西郊和旧城双中心的思路，在西郊保有大面积的次要行政区，并且次要行政区设计面积要较主要的天安门地区更大，梁思成在1951年12月28日北京市第三届第三次各界人民代表会议上作“关于首都建设计划的初步意见”报告汇报了这一份方案，但会议则以经济条件不足、设计缺乏共识为由搁置计划，仅供参考:232。
朝鲜战争爆发后，中国共产党发动三视教育运动、三反五反等政治运动，梁思成作为留美背景的知识分子开始卷入各种政治反省、检查，再加上违抗服从苏联专家的政治不正确，因此基本退出北京的城市规划工作:234。随着经济条件改善，1952年开始北京政府为筹备一五计划命令北京都市计划委员会尽快出台方案:234。鉴于梁陈方案和苏联方案无法定夺，是年春北京都市计划委员会责成刚刚归国的华南圭之子华揽洪和陈占祥分别做甲乙两个方案，8月梁思成将两个方案汇报北京市委，由于上级已经明确行政中心要放在北京旧城区，陈占祥也放弃了新城区作为行政区的设计，两个方案的争论焦点在于路网规划和城墙去留问题。根据陈占祥后来回忆，当时陈占祥和华揽洪在保留城墙问题上争论激烈，陈占祥反对拆除城墙的做法，所以两个人分别做方案，后来毛泽东指示要拆城墙，上级也召开座谈会，在会上指责保留城墙的主张是“阶级情感的问题”，因此陈占祥也越发孤立:81。
然而北京市委早在6月就组织以市委秘书长郑天翔为首的规划小组在苏联专家的指导下对两个方案修改并形成新方案，11月将《改建与扩建北京市规划草案的几个问题》成稿上报中央，因此两个方案都没有受到采纳。郑天翔在《改建与扩建北京市规划草案的几个问题》中指责梁思成等技术人员保存旧城、另立新城为“错误观点”，“尤其在对待城墙和古建筑物的问题上”分歧很大，导致方案迟迟不能出台。但这份报告并没有决议拆除城墙，只是倾向于拆除古建筑，直到1958年《北京市城市总体规划》受大跃进影响才彻底决定拆除城墙，规划编制者之一的陈干将梁陈方案称作“来自‘右’边的干扰”:118-120+230-232。北京市委另起炉灶的做法也受到梁思成、陈占祥和华揽洪三人的怨恨，三人在都市计划委员会会议上向北京市委秘书长薛子正直陈不满，也为他们在反右运动中打成右派埋下祸根，意见相悖的陈占祥和华揽洪还被打成了所谓“陈华同盟”，陈占祥数度想要自杀，华揽洪则在1977年举家迁居巴黎:122:82+86。梁思成则因其保护城墙等文物古迹、抵制全面改建旧城、“倡导大屋顶”等主张与当权者龃龉不断，毛泽东在1955年直接指示北京市委对其批判，其建筑思想被打为“唯心主义、复古主义、形式主义”，在城市规划和文物保护方面的主张也一并受到驳斥，梁思成本人此后不再接触城市规划领域:236。
虽然北京市政府一开始完全采纳了苏联建议的方案，并在长安街南侧修建了纺织工业部、煤炭部、外贸部、公安部等政府大楼，但朝鲜战争爆发后毛泽东慑于美国核威胁，又开始要求政府机构“大分散、小集中”，建筑师张开济得以于1953年在北京西郊主持共“四部一会”（一机部、二机部、重工业部、财政部和国家计划委员会）建设，部分实现“梁陈方案”构想。为此，三里河回民公墓这一明清时期北京最大的回民墓地被迁移至西北旺（习惯上回民一般不迁坟）。:381

后续方案图示
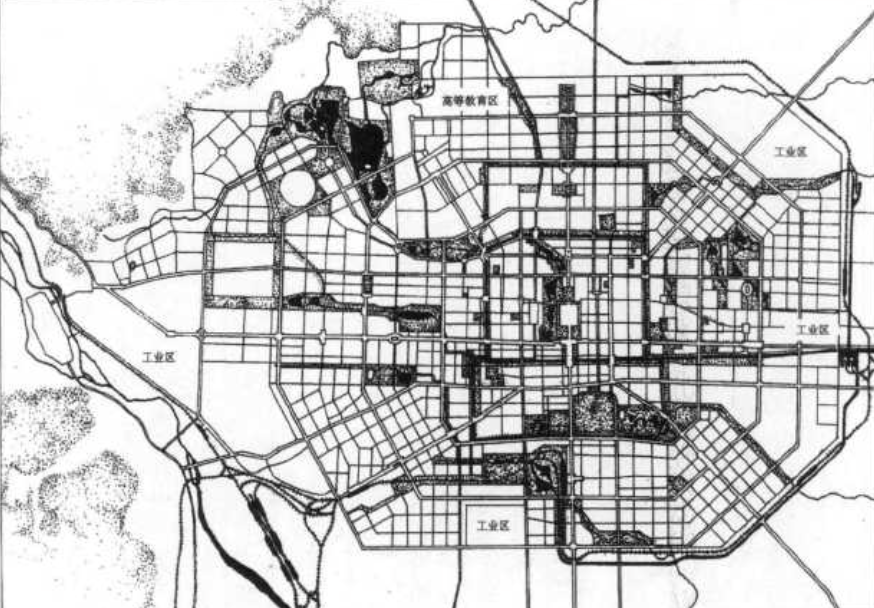
华揽洪设计方案
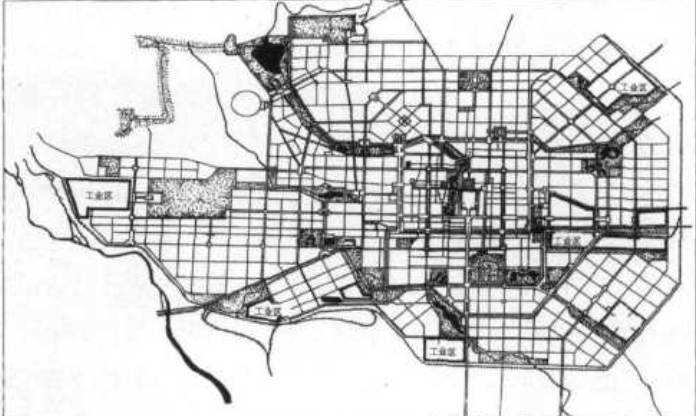
陈占祥设计方案
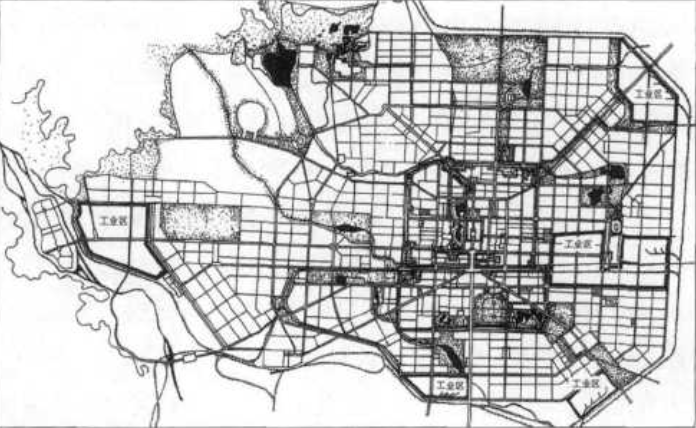
北京市市委最终决定方案

## 评估与分析
梁陈方案最终没有受到采纳，其原因也是众说纷纭，当时就有许多学者对方案可行性有不同看法，随着2003年新华社主任记者王军出版的《城记》重新引起社会各界对梁陈方案的关注，也有学者以多元化的视角重新审视这份方案。梁陈方案被否原因既有政治因素，也有可行性考虑，对其的评价一般可以归纳三种意见：一种是吴良镛为代表，认为梁陈方案条件不可行且设计不尽合理；另一种则是认为梁陈方案高瞻远瞩，既可以保护古城风貌，也可以形成合理的城市结构；最后一种则是两者的折衷，认为在当时条件下方案不可行，但有一定合理性。
据梁思成的学生陶宗震回忆，他当年在看完梁陈方案后当即向老师指出梁陈方案可能导致新德里和旧德里一样的贫富差距悬殊，随后他同梁思成实地考察后认为新城规划用地面积实在过高。北京市委的薛子正也认为梁陈方案涉及中央政府的组织架构，超出北京市委的权限职能，或被理解为对中央指手画脚，同时原案缺乏新旧城之间的具体道路规划，梁思成也曾表示认可。陶宗震认为梁陈方案并非正式的规划方案，仅仅一份文件和两张附图，经梁思成本人同意已经演化为“四部一会”和范家胡同机关用地方案并落地实施，所谓梁陈方案可以解决北京城市问题仅仅是以讹传讹和过度神话。同时，陈占祥的竞争对手华揽洪就认为梁陈方案太过于守旧，连龙须沟这样的贫民窟都想要保留，北京市委也认为梁陈方案意图让北京城成为“中国的博物馆”。
香港大学副教授朱涛则认为导致梁陈方案结局的最直接的原因是毛泽东的决策和苏联的建议，但从建筑专业角度也不具有可行性：首先，梁陈方案过于宏大，北京规划实际上需要兼顾各种因素，而梁思成的功能主义破坏了城市的综合性，将政府机构从旧城抽离出来构建体量巨大且功能单一的行政中心区，固然可以起到保护旧城的作用，但新城内部的有机联系及运营维护都可能会出现困难，尤其是考虑到梁陈方案的规划用地面积异常巨大，反而增加了政府同时兼顾新旧城发展的困难:256-257。朱涛并不认可梁陈方案可以解决古城破坏和城市病问题，北京市政府在建国初期的规划发展中并没有完全采纳苏联方案，也有兼顾多中心发展的原则，并且最初政府机关规模并不大，但党政机关日益扩张和连续不断的政治运动都可以凭借强大的政治权力轻易僭越理性构造的城市规划指标，再加之90年代以来快速发展的房地产建设更是打破了北京古城保护和基础设施建设之间的平衡，才是导致今天北京各种城市问题的源头。:258-259
早在改革开放后的1983年城市科学规划研究院成立大会上，中央办公厅主任胡启立就提及当时流传“悔不听当年梁先生新北京的意见，现在把北京搞乱了”这样一种说法，一直以来有很多人认为梁陈方案是为解决北京城市发展问题的良方。在《城记》作者王军看来，梁陈方案意图“原封不动地保留古城”的说法其实站不住脚，梁思成本人也是有主张市容更新的，所谓原封不动其实只是时代背景非黑即白的误读。同时王军也对反对者所强调的经济成本进行反驳，他引证北京建设局在1954年的座谈会记录，当年很多政府机构就因为旧城改造花费昂贵、牵扯面广、土地紧张拒绝搬迁到市中心，苏联方案并不如梁陈方案节约、省事；苏联专家一再强调的可以利用原有基础设施早在1962年就已经不堪重负，虽然经过多次大拆大建，最后仍在旧城办公的政府机构也不多，多数也非新建而是借用文物建筑办公。清华大学的曾昭奋教授也认为梁陈方案借鉴了当时国外的先进知识，如果实施既可以保护古城，又可以促成多中心发展的格局，而中科院院士戴念慈也指出梁陈方案的新中轴设计有利于北京摆脱原有格局限制，实现更灵活的发展格局。朱自煊和郑光中两位教授都认为虽然梁陈方案在经济上不具有可行性，但在文物保护、注重区域联系和减少交通压力、避免在旧城建设工业等主张合理并具有现实意义。